# 細鱗肥脂鯉
細鱗肥脂鯉，為輻鰭魚綱脂鯉目脂鯉亞目锯脂鲤科的其中一個種。分布於南美洲巴拉圭河及巴拉那河流域，體長可達40.5公分，棲息在河流氾濫區，以植物果實為食，生活習性不明，可作為觀賞魚。

## 扩展阅读
- 細鱗肥脂鯉的图片 （页面存档备份，存于）